# Apolipoproteină

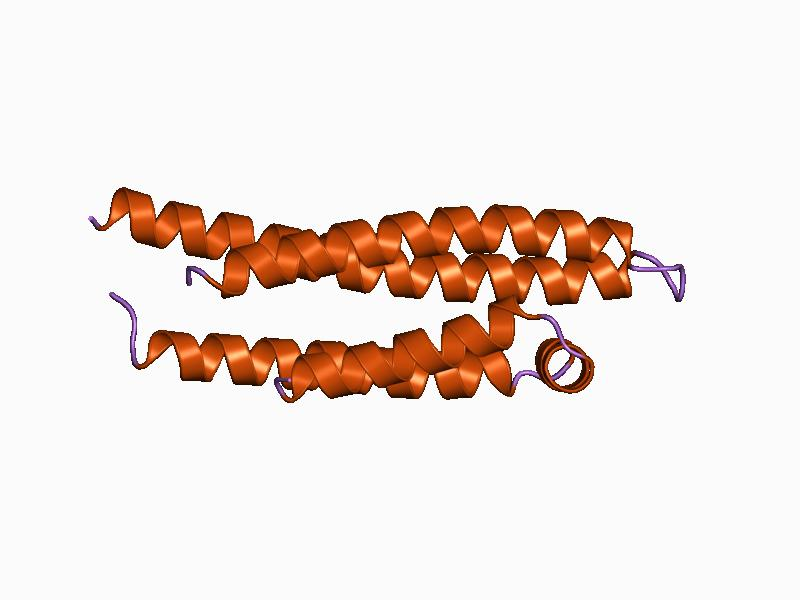

Apolipoproteinele sunt proteine care leagă lipidele (substanțe solubile în ulei, cum ar fi grăsimile și colesterolul) pentru a forma lipoproteine. Transportă lipidele (și vitaminele liposolubile) în sânge, lichidul cefalorahidian și limfatic.
Componentele lipidice ale lipoproteinelor sunt insolubile în apă. Cu toate acestea, datorită proprietăților lor detergente (amfipatice), apolipoproteinele și alte molecule amfipatice (cum ar fi fosfolipidele) pot înconjura lipidele, creând o particulă lipoproteică care este ea însăși solubilă în apă și poate fi astfel transportată prin circulație pe bază de apă ( adică sânge, limfă).
Pe lângă stabilizarea structurii lipoproteinelor și solubilizarea componentei lipidice, apolipoproteinele interacționează cu receptorii lipoproteinelor și proteinele de transport lipidic, participând astfel la absorbția și eliminarea lipoproteinelor. De asemenea, servesc drept cofactori enzimatici pentru enzime specifice implicate în metabolismul lipoproteinelor. Apolipoproteinele sunt, de asemenea, exploatate de virusul hepatitei C (VHC) pentru a permite intrarea, asamblarea și transmiterea virusului. Aceștia joacă un rol în patogeneza virală și evaziunea virală de la neutralizarea anticorpilor.

### Functii
În transportul lipidelor, apolipoproteinele funcționează ca componente structurale ale particulelor de lipoproteine, liganzi pentru receptorii de suprafață celulară și proteine de transport ale lipidelor și cofactori pentru enzime (de exemplu, apolipoproteina C-II pentru lipoproteina lipază și apolipoproteina A-I (apoA1) pentru lecitină-colesterol aciltransferază).
Diferite lipoproteine conțin clase diferite de apolipoproteine, care le influențează funcția. Apolipoproteina A-I (apoA1) este componenta proteică structurală majoră a lipoproteinelor cu densitate mare (HDL), deși este prezentă în alte lipoproteine în cantități mai mici. Apolipoproteina A-IV (apoA4) este prezentă în chilomicroni, lipoproteine cu densitate foarte mică (VLDL) și HDL. Se crede că acționează în principal în transportul invers al colesterolului și absorbția lipidelor intestinale prin asamblarea și secreția de chilomicron. ApoA-IV sintetizat în hipotalamus este sugerat a fi un factor sătiant care reglează aportul alimentar al rozătoarelor. Apolipoproteina B joacă un rol deosebit de important în transportul lipoproteinelor fiind proteina principală organizatoare a multor lipoproteine. Apolipoproteina C-III (apoC3) joacă un rol important în metabolismul lipidic specific în reglarea metabolismului lipoproteinelor bogate în trigliceride (TRL). Apolipoproteina D (apoD) este o proteină purtătoare solubilă a moleculelor lipofile din neuroni și celule gliale din sistemul nervos central și periferic și apoD poate modula, de asemenea, stabilitatea și starea de oxidare a acestor molecule.